# Piergiorgio Odifreddi

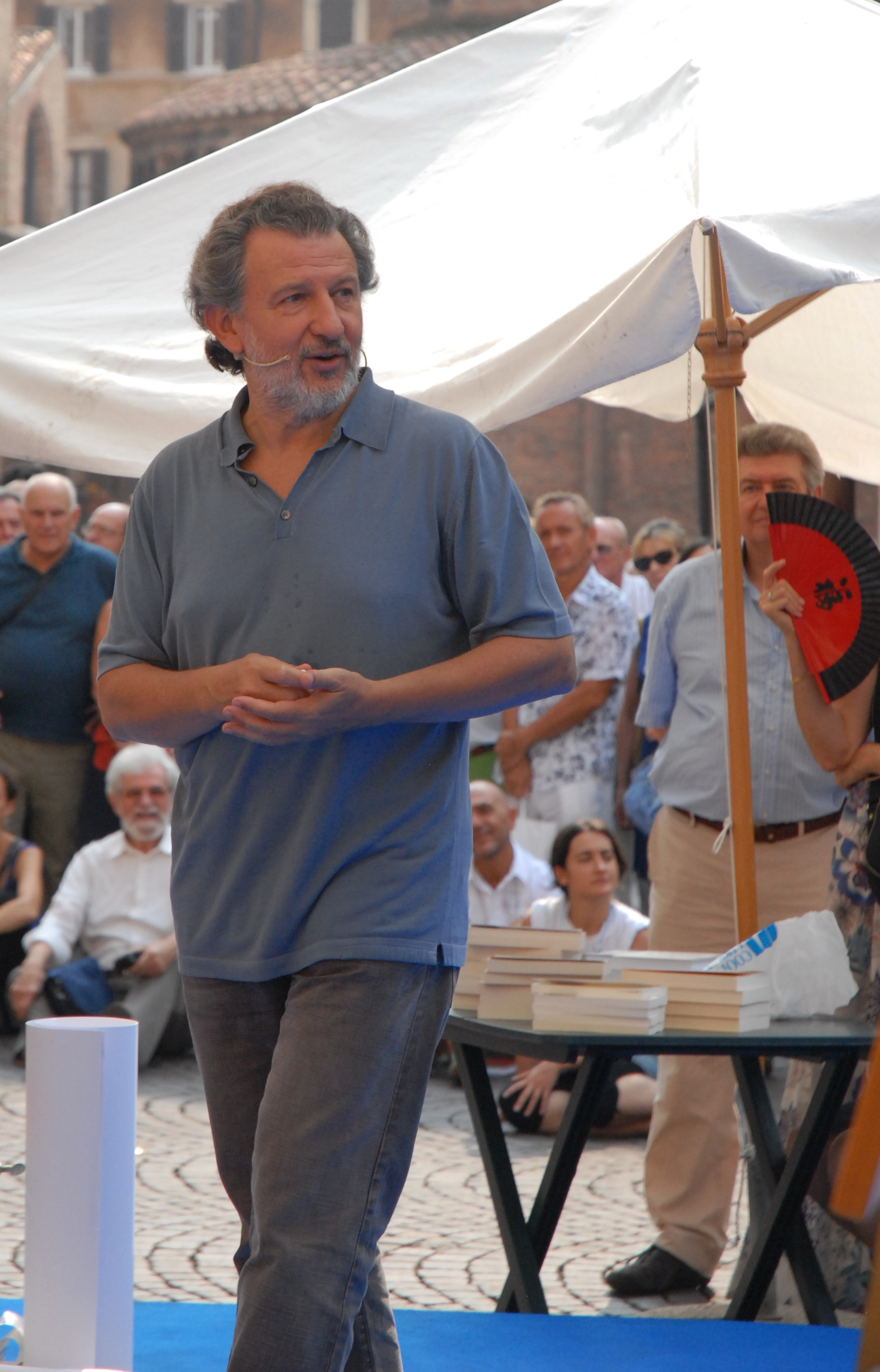
Piergiorgio Odifreddi (2011)

Piergiorgio Odifreddi (* 13. Juli 1950 in Cuneo, Piemont) ist ein italienischer Mathematiker, Logiker und Wissenschaftshistoriker. Einer breiten Öffentlichkeit ist er als Autor und Essayist bekannt, der sich kritisch mit dem Spannungsfeld von Wissenschaft und Religion auseinandersetzt.
Odifreddi studierte in Turin und lehrte in Italien und in den USA, wobei er auf dem Gebiet der Berechenbarkeitstheorie arbeitete. 
Er setzte sich kritisch mit Antonino Zichichi auseinander. Odifreddi gilt als engagierter Redner und wird aufgrund seiner Ideen oftmals mit Richard Dawkins verglichen. Sein Buch Il Vangelo secondo la scienza (zu deutsch „Das Evangelium wissenschaftlich betrachtet“) ist ein Bestseller.

## Veröffentlichungen
- Classical recursion Theory, North Holland – Elsevier, 1988, ISBN 9780080886596; 2nd edn. 1992, ISBN 0-444-89483-7[2]
- Classical recursion Theory. Volume II, North Holland – Elsevier, 1999